# 阿纳托利·菲利普琴科
阿纳托利·瓦西里耶维奇·菲利普琴科（俄语：Анатолий Васильевич Филипченко；1928年2月26日—2022年8月7日），苏联宇航员。

## 生平
1928年2月26日生于沃羅涅日省达维多夫卡。1942年毕业于沃罗涅日州奧斯特羅戈日斯克的一所学校。1942年至1943年，这座城市在苏德战争期间被纳粹德国占领。1943年该市解放后，他在第四汽车修理厂担任学徒。1947年毕业于沃罗涅日空军第六特殊学校（利佩茨克）。1950年毕业于楚格夫军事飞行员学校（哈尔科夫），随后进入空军担任军事飞行员。1961年毕业于莫斯科州莫尼诺红旗空军学院（函授）。总飞行时间超过1500小时。
1963年1月在空军组入选苏联宇航员队伍，接受培训。1965年1月考试合格，取得宇航员资格，并任第二支队宇航员。1969年1月，担任联盟5号飞船的后备机组成员。
1969年10月12日至17日，他作为联盟7号飞船的指令长，和沃尔科夫以及戈尔巴特科执行太空任务。期间与之前一天发射的联盟6号和之后一天发射的联盟8号实现了三艘宇宙飞船同时在轨编队飞行。这次任务还计划让联盟7号与联盟8号对接，但由于技术问题（一说设备故障）而未能实现。
1974年12月2日至8日，他作为联盟16号飞船的指令长，与鲁卡维什尼科夫进行了第二次太空飞行任务。这次任务是阿波罗-联盟测试计划准备工作的一部分。
1975年7月，他是联盟19号指令长列昂诺夫的替补。1978年10月31日，获授空军少将军衔。1978年12月至1980年12月，任苏联宇航员联合会第一任主席。1982年因健康原因离开宇航员队伍。1982年1月至1988年5月，担任加加林宇航员培训中心一部部长。1988年退役。1989年后，历任哈尔科夫训练辅助设备实验设计局莫斯科分局副主任、主任，主要为加加林宇航员培训中心提供相关训练设备。1993年6月退休。定居莫斯科州星城。
2022年8月7日逝世。8月11日葬于联邦军人纪念公墓。

## 统计
| # | 发射载具 | 发射时间（UTC） | 着陆载具 | 着陆时间（UTC） | 时长总计         | 舱外活动次数 | 舱外活动时长 |
| - | -------- | --------------- | -------- | --------------- | ---------------- | ------------ | ------------ |
| 1 | 联盟7号  | 1969年10月12日  | 联盟7号  | 1969年10月17日  | 4天22小时40分钟  | 0            | 0            |
| 2 | 联盟16号 | 1974年12月2日   | 联盟16号 | 1974年12月8日   | 5天22小时23分钟  | 0            | 0            |
|   |          |                 |          |                 | 10天21小时03分钟 | 0            | 0            |

## 荣誉
- 蘇聯英雄（1969年10月22日、1974年12月11日）
- 列寧勳章（1969年10月22日、1974年12月11日）
- 劳动红旗勋章（1988年5月30日）
- 太空探索優異獎章（2011年4月12日）[6]
- 苏联国家奖（1981年）
- 匈牙利人民共和国国旗勋章（1971年4月5日）